# IGA U.S. Indoor Championships 1998
L'IGA U.S. Indoor Championships 1998 è stato un torneo di tennis giocato sul cemento indoor. 
È stata la 13ª edizione del torneo, che fa parte della categoria Tier III nell'ambito del WTA Tour 1998. 
Si è giocato al The Greens Country Club di Oklahoma City negli USA, dal 23 febbraio al 1º marzo 1998.

## Campionesse

### Singolare
Venus Williams ha battuto in finale  Joannette Kruger con il punteggio di 6–3, 6–2

### Doppio
Serena Williams /  Venus Williams hanno battuto in finale  Cătălina Cristea /  Kristine Kunce con il punteggio di 7–5, 6–2